# Quận Morris, New Jersey
Quận Morris là một quận thuộc tiểu bang Kansas, Hoa Kỳ.
Quận có cự ly khoảng 25 dặm (40 km) về phía tây của Thành phố New York. Theo điều tra dân số Hoa Kỳ năm 2000, dân số là 470.212 người. ước tính năm 2008 của Cục điều tra dân số được 487.548 người. Quận là một phần của Vùng đô thị New York. Quận lỵ của nó là Morristown.
Quận Morris là quận có mức thu nhập theo hộ trung bình cao thứ 6 trong các quận của Hoa Kỳ, và xếp thứ mười về thu nhập bình quân đầu người. Nó là quận-giàu có thứ chín ở Hoa Kỳ bởi thu nhập bình quân đầu người, thứ hạng cao nhất New Jersey. Quận được xếp hạng thứ ba trong khu vực vùng đô thị New York về mức thu nhập trung bình đầu người.

## Khí hậu
| Dữ liệu khí hậu của Morristown          | Dữ liệu khí hậu của Morristown | Dữ liệu khí hậu của Morristown | Dữ liệu khí hậu của Morristown | Dữ liệu khí hậu của Morristown | Dữ liệu khí hậu của Morristown | Dữ liệu khí hậu của Morristown | Dữ liệu khí hậu của Morristown | Dữ liệu khí hậu của Morristown | Dữ liệu khí hậu của Morristown | Dữ liệu khí hậu của Morristown | Dữ liệu khí hậu của Morristown | Dữ liệu khí hậu của Morristown | Dữ liệu khí hậu của Morristown |
| Tháng                                   | 1                              | 2                              | 3                              | 4                              | 5                              | 6                              | 7                              | 8                              | 9                              | 10                             | 11                             | 12                             | Năm                            |
| --------------------------------------- | ------------------------------ | ------------------------------ | ------------------------------ | ------------------------------ | ------------------------------ | ------------------------------ | ------------------------------ | ------------------------------ | ------------------------------ | ------------------------------ | ------------------------------ | ------------------------------ | ------------------------------ |
| Trung bình ngày tối đa °F (°C)          | 38 (3)                         | 41 (5)                         | 50 (10)                        | 61 (16)                        | 71 (22)                        | 80 (27)                        | 85 (29)                        | 83 (28)                        | 75 (24)                        | 65 (18)                        | 54 (12)                        | 43 (6)                         | 62 (17)                        |
| Tối thiểu trung bình ngày °F (°C)       | 18 (−8)                        | 19 (−7)                        | 27 (−3)                        | 36 (2)                         | 46 (8)                         | 54 (12)                        | 59 (15)                        | 58 (14)                        | 51 (11)                        | 39 (4)                         | 32 (0)                         | 23 (−5)                        | 39 (4)                         |
| Lượng Giáng thủy trung bình inches (mm) | 4.50 (114)                     | 3.00 (76)                      | 4.41 (112)                     | 4.64 (118)                     | 5.09 (129)                     | 4.40 (112)                     | 5.29 (134)                     | 4.37 (111)                     | 5.33 (135)                     | 4.17 (106)                     | 4.37 (111)                     | 4.10 (104)                     | 53.67 (1.363)                  |
| Nguồn:                                  |                                |                                |                                |                                |                                |                                |                                |                                |                                |                                |                                |                                |                                |